# Точка опори
«Точка опори ЮА» — громадська організація, одна з найбільших національних ЛГБТ-організацій в Україні, яка займається адвокацією прав ЛГБТ-спільноти, розвіюванням міфів та забобонів щодо ЛГБТ, подоланням упереджень та дискримінації у суспільстві та проблемами здоров'я ЛГБТ.
«Точка опори» була заснована в 2009 році, як організація, що займалась проблемами бісексуальних та гомосексуальних чоловіків. Протягом наступних років організація швидко зростала та розвивала різні напрямки своєї діяльності.
На початку 2016 року організація об'єднувала 9 регіональних відділень та займалась питаннями здоров'я ЛГБТ, лобіюванням законодавства про заборону дискримінації та цивільного партнерства (що включає і одностатеві партнерства), протидією дискримінації ЛГБТ, підтримкою батьківського руху ТЕРГО (батьки, що мають ЛГБТ дітей), долучалась до культурних ініціатив та просвітництва серед населення.

## Місія організації
Створювати можливості для лесбійок, геїв, бісексуальних і трансгендерних осіб бути повноправними громадянами, яких приймають вдома, на роботі, в соціумі та які живуть здоровим і щасливим життям, мають рівні можливості, права та обов'язки.
Сприяти взаєморозумінню між людьми з різною сексуальною орієнтацією та за різними ознаками.

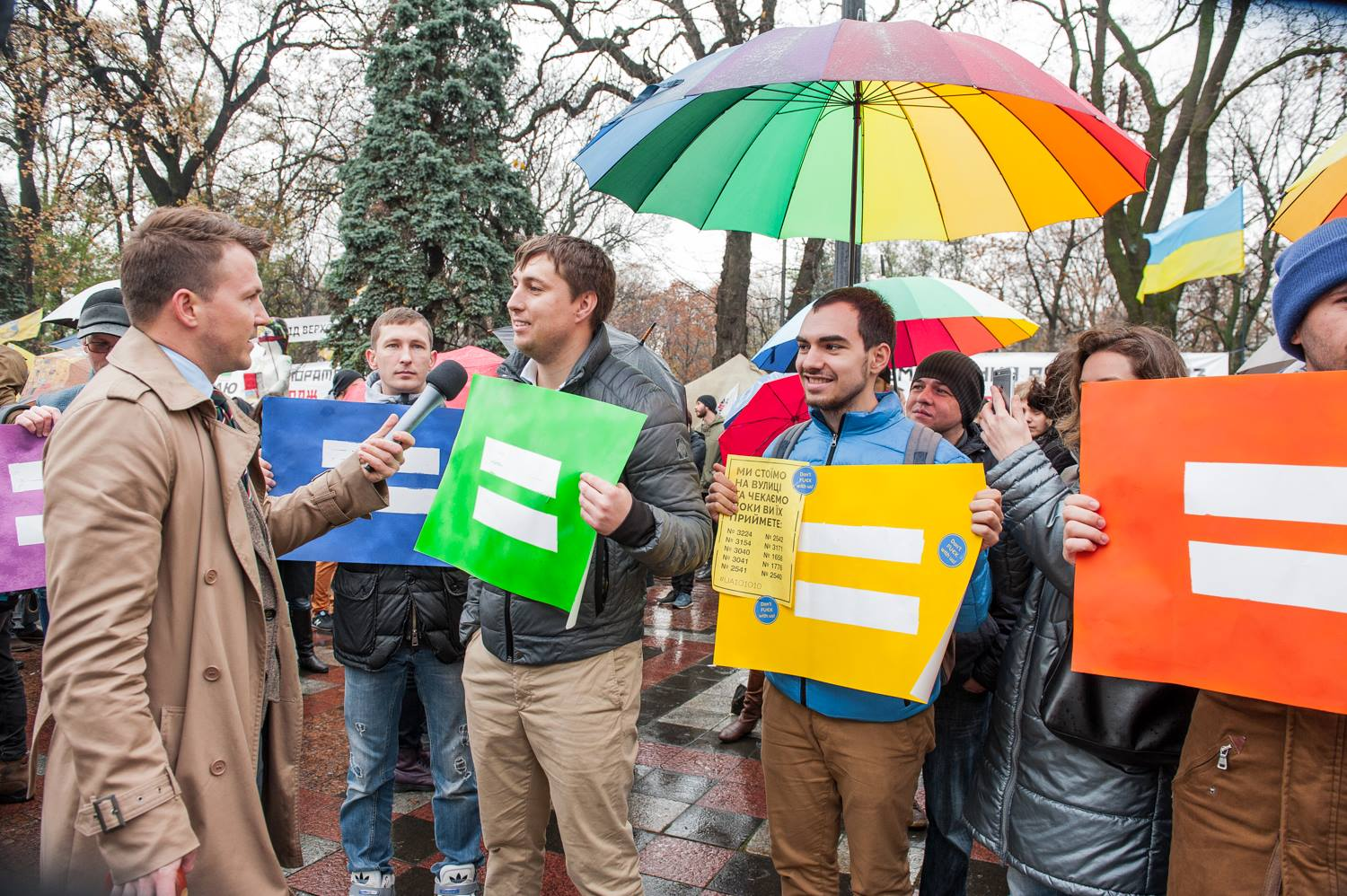
Акція під ВРУ з вимогою заборонити дискримінацію за ознаками СОГІ у трудовому законодавстві, 2015

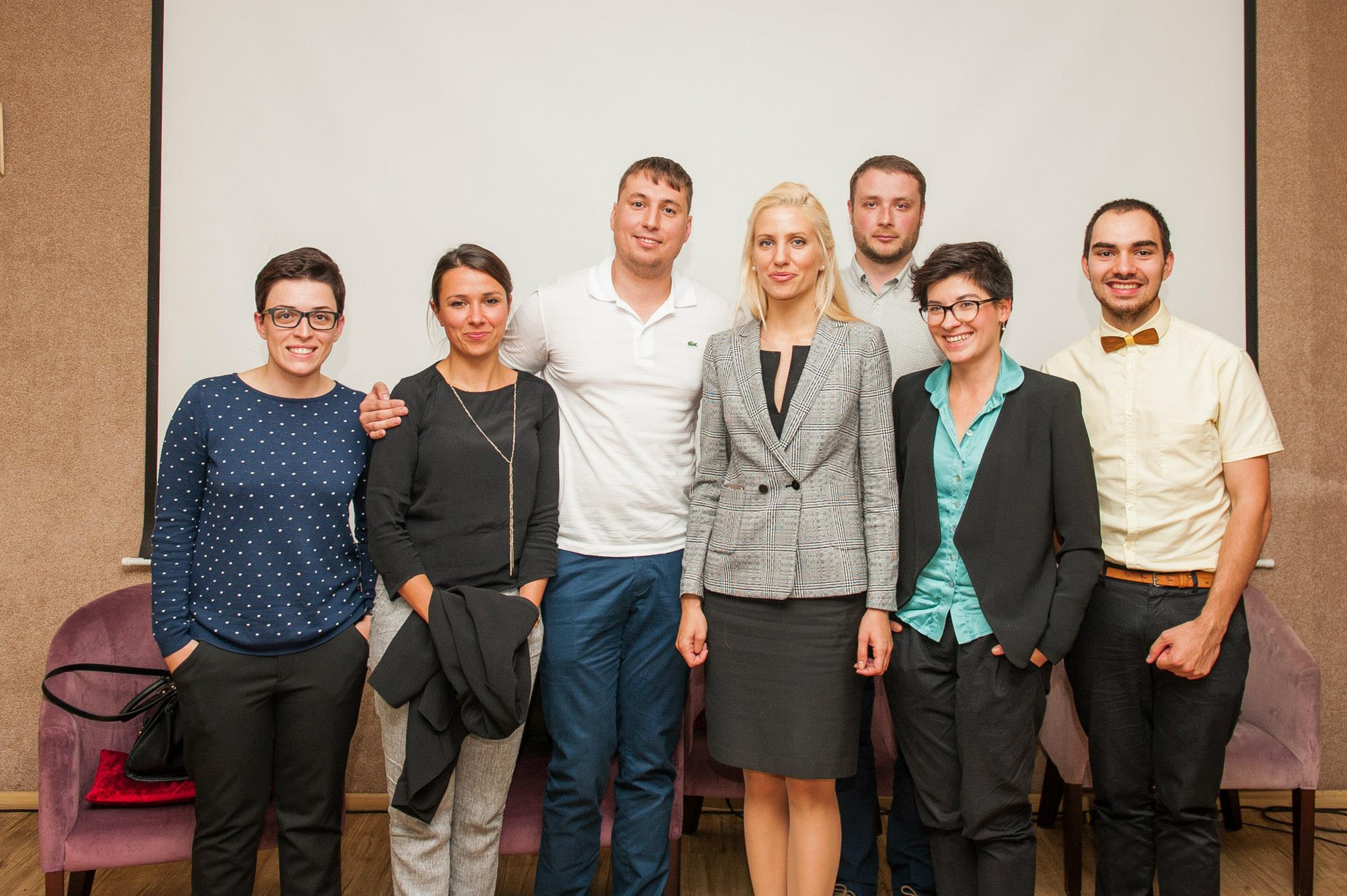
Презентація першого адвокаційного ЛГБТ-журналу PRIDE Україна, 2016

## Стратегія організації
В січні 2016 року «Точка опори» опублікувала стратегію організації до 2020 року, відповідно до документу, організація визначила такі пріоритетні напрямки руху:
1. Адвокація прав ЛГБТ-спільноти;
2. Боротьба зі неприйняттям та дискримінацією ЛГБТ в суспільстві;
3. Навчання та просвіта ЛГБТ та професійних ком'юніті;
4. Доступ до дружніх медичних послуг та боротьба з ВІЛ/СНІД.

## Історія
«Точка опори» була заснована в 2009 році, як ЧСЧ-сервісна організація. Своїм головним пріоритетом визначає питання здоров'я гомосексуальних та бісексуальних чоловіків, боротьбу з епідемією Вірус імунодефіциту людини серед чоловіків.
В травні 2010 року «Точка опори» починає співпрацювати з Фонд Елтона Джона «СНІД». В рамках співпраці «Точка опори» відкриває мережу пунктів безкоштовного тестування на ВІЛ для ЧСЧ, а також працює з питаннями соціальної та психологічної допомоги гомосексуальним та бісексуальним чоловікам, просвітницькою роботою, навчанням лікарів по роботі з ЧСЧ.
11 серпня 2011 року активісти «Точки опори» організовують громадську акцію «Альтернативу презервативу» завдяки якій вдалося відмінити постанову Кабінету міністрів, щодо запровадження ПДВ на засоби контрацепції.
В 2012 році «Точка опори» починає активно займатись адвокацією прав ЛГБТ-спільноти. Зокрема, виступає за законодавчу заборону дискримінації за ознакою сексуальної орієнтації та гендерної ідентичності та законодавче врегулювання відносин одностатевих партнерів (запровадження інституту цивільного партнерства).
1 квітня 2013 року «Точка опори» запускає Національний ЛГБТ-портал України. Найбільший україномовний інформаційний вебресурс про ЛГБТ-спільноту в Україні та світі. В травні 2014 року «Точка опори» подає документи до Державної реєстраційної служби щодо реєстрації порталу як інформаційного агентства. Державна реєстраційна служба відмовляє «Точці опори» в реєстрації порталу на підставі припущення, що діяльність порталу може бути аморальною. 31 серпня 2015 року Окружний Адміністративний суд міста Києва задовольнив позов «Точки опори» до Міністерства юстиції, скасувавши наказ про відмову в реєстрації та зобов'язавши міністерство юстиції повторно розглянути заяву «Точки опори» про реєстрацію Національного ЛГБТ-порталу як інформаційного агентства.
В квітні 2013 «Точка опори» ініціює створення батьківської організації ТЕРГО, з метою об'єднання батьків, що мають ЛГБТ-дітей, надання психологічної та соціальної допомоги батькам, в тому числі стосовно прийняття своїх дітей та прийняття гомосексуальних громадян у суспільстві.
16 вересня 2014 «Точка опори» запускає мережу Дружній лікар, спеціальний вебсервіс, що надає можливість шукати лікарів дружелюбно налаштованих до представників ЛГБТ-спільноти. Сервіс об'єднує як безкоштовні кабінети консультування та тестування, відкритті Точкою опори в рамках співпраці з Фонд Елтона Джона «СНІД», так і лікарів приватної практики, які надають платні дружні послуги для ЛГБТ. Представники ЛГБТ-спільноти можуть безкоштовно отримати такі послуги: тестування на ВІЛ, консультація дерматовенеролога, уролога, сімейного лікаря, психолога, сімейна психотерапія.
В жовтні 2014 року «Точка опори» спільно з партнерами засновує та запускає Український індекс корпоративної рівності. В 2015 році виходить перша публікація Індекс рівності 2014 з переліком бізнесу в Україні, що застосовує політику рівності та протидіє дискримінації на робочому місці (зокрема за ознаками статі, інвалідності, сексуальної орієнтації та гендерної ідентичності).
В вересні 2015 року «Точка опори» випускає перший україномовний адвокаційний журнал PRIDE УКРАЇНА, який піднімає суспільно важливі теми про права та свободи ЛГБТ-спільноти.

## Програмні ініціативи організації

### Адвокація прав ЛГБТ-спільноти
В рамках цієї програми «Точка опори» працює над ефективною державною політикою захисту прав людини та протидії дискримінації ЛГБТ. Зокрема, організація працює над законодавчим механізмом заборони дискримінації за ознакою сексуальної орієнтації та гендерної ідентичності в усіх сферах (трудовій, освітній, сімейній, медичній, сфері послуг та інших), а також над інститутом цивільного партнерства, що дозволить узаконити одностатеві сім'ї.
Складовою цієї програми є випуск журналу PRIDE Україна, робота в комітеті з прав людини, робота зі ЗМІ та журналістами, випуск документальних фільмів.

### Боротьба з неприйняттям та дискримінацією ЛГБТ в суспільстві
В рамках цієї програми організація працює над толерантністю суспільства загалом та, зокрема, до ЛГБТ, пропагує різноманітність, прийняття людей без упереджень.
Складовими цієї програми є Український індекс корпоративної рівності, тренінги для бізнесу з впровадження політик рівності, моніторинг випадків дискримінації та фізичного насильства до ЛГБТ, інформаційна робота із суспільством через Національний ЛГБТ-портал України.

### Навчання та просвіта ЛГБТ та професійних ком'юніті
Складовими цього напрямку є навчання професійних спільнот (поліція, медичні працівники, депутати, державні органи), метою є навчити державних службовців працювати з представниками ЛГБТ-спільноти, розуміти спеціфику надання послуг або сервісів (наприклад розслідування злочинів на ґрунті ненависті).
Іншою складовою цього напрямку є навчання ЛГБТ-спільноти, покликане навчити спільноту захищати свої права, реагувати на порушення законів, дискримінацію, цькування або будь-яке інше порушень прав людини.

### Доступ до дружніх медичних послуг та боротьба з ВІЛ /СНІД
Основним компонентом цього напрямку є інноваційна вебсистема Дружній лікар, що допомагає шукати найближчого дружнього лікаря до ЛГБТ, та через яку можна отримати ряд медико-соціальних послуг. Завдяки співпраці з Фонд Елтона Джона «СНІД» «Точка опори» відкрила 9 анонімних кабінетів для тестування на ВІЛ та допомагає гомосексуальним та бісексуальним чоловікам, що знаходяться в зоні ризику. Послугами дружнього лікаря в 2015 році скористались більше 10 тисяч осіб.

## Керівники організації
З 2009 по 2012 рік виконавчим директором організації був Зорян Кісь.
З 2012 року виконавчим директором був Богдан Глоба, який покинув Україну в пошуках притулку в США. У кінці 2016 року організацію очолив ЛГБТ-активіст Тимур Левчук.